# André Fischer
André Fischer (Rio de Janeiro, 13 de fevereiro de 1966) é um jornalista brasileiro que desde 1986 reside na cidade de São Paulo.
Foi criador do portal MixBrasil, um dos principais canais de informações e cultura LGBT do Brasil. O portal Mix Brasil atuou entre 1994 e 2014 seguindo padrão do mercado, atendendo a uma gama de interesses, dentre outros notícias nacionais e internacionais, política, ativismo, relacionamentos, famílias alternativas, religião, esportes, saúde e entretenimento (cinema, teatro, música, moda, personalidades, etc). Também criou outros portais direcionados ao público LGBT, como XXY e Sexapil.

## Carreira
André Fischer atuou como DJ e host dos programas DJ Mix na Radio UOL, de programas na Rádio MixBrasil, no portal MixBrasil e do programa semanal CBN MixBrasil na CBN. Apresentou entre 2007 e 2014 o programa de curta-metragens Cine MixBrasil, no Canal Brasil da Globosat e foi colunista do MTV Noticias. Atualmente é Diretor Centro Cultural da Diversidade na Secretaria Municipal de Cultura de São Paulo. e é sócio da Tecidas 360, consultoria dedicada ao tema da diversidade.
Ele é  autor e tradutor de livros, como Dicas de sexo para mulheres por um homem gay, Sozinho na cozinha, Almanaque de Banheiro, entre outros. Também escreveu a coluna GLS (Gays, Lésbicas e Simpatizantes - sigla atualmente usada como LGBT) da Revista da Folha, um suplemento dominical da Folha de S.Paulo, de 1996 a 2006, onde abordou os mais diversos problemas dos relacionamentos gays. Entre 2017 e 2018 foi diretor da América Latina do app Hornet.
Além disso, ele é o idealizador e diretor do Festival Mix Brasil de Cultura da Diversidade, um importante projeto de cinema e outras manifestações culturais alternativas do Brasil, reconhecido internacionalmente.

## PortalMixBrasil
Criado em 1994 por André Fischer, o site MixBrasil foi um desdobramento do Festival Mix Brasil de Cultura da Diversidade e apresentava conteúdos de direitos, entretenimento e sexualidade. O portal era hospedado pelo Universo Online.

## Revista Junior
Em 2007, o jornalista fundou a Revista Junior, contrapondo a então revista G Magazine (que focava apresentar nudismo e da qual também foi colaborador), a Revista Junior focava no ativismo e no entretenimento. A publicação foi comparada à versão de Capricho para gays. . Editou também a H Magazine.

## Festival Mix Brasil de Cultura da Diversidade
O Festival Mix Brasil de Cultura da Diversidade foi criado em 1993 por André Fischer com origens ao New York Gay and Lesbian Experimental Film Festival. Inicialmente exibia curtas-metragens com temática LGBT. Atualmente exibe teatro, música, literatura, conferências, laboratórios de cinema e filmes sobre a diversidade. 

## Publicações literárias
1. Sozinho na Cozinha (2005)[5] - Editora Jabuticaba
2. Dicas de sexo para mulheres por um homem gay[10] (2006) - Editora Jabuticaba
3. 1º Almanaque de banheiro (2007)[11] - Editora Jabuticaba - 386 páginas
4. Como o mundo virou gay? crônicas sobre a nova ordem sexual (2008)[12] - Editora Ediouro
5. Manual Ampliado de Linguagem Inclusiva[13] (2021) - Editora Matrix